# Эйнч
Эйнч, Ровесъяврйок — река в России, протекает по Кольскому району Мурманской области. Впадает в Серебрянское водохранилище. До образования водохранилища устье реки находилось в 43 км по левому берегу реки Воронья. Длина реки была 38 км, площадь водосборного бассейна составляла 376 км².
В 19 км от устья впадает левый приток Мартимъяврйок.

## Данные водного реестра
По данным государственного водного реестра России относится к Баренцево-Беломорскому бассейновому округу, водохозяйственный участок реки — Воронья от гидроузла Серебрянское 1 и до устья. Речной бассейн реки — бассейны рек Кольского полуострова, впадает в Баренцево море.
Код объекта в государственном водном реестре — 02010000812101000003812.